# Archidiecezja Camerino-San Severino Marche
Archidiecezja Camerino-San Severino Marche (łac. Archidioecesis Camerinensis-Sancti Severini in Piceno) – diecezja Kościoła rzymskokatolickiego w środkowych Włoszech, w metropolii Fermo, w regionie kościelnym Marche.
Diecezja Camerino została erygowana w III wieku. 17 grudnia 1787 została podniesiona do rangi archidiecezji. 30 września 1986 została połączona z diecezją San Severino (erygowana w 1586). Od 2020 roku pozostaje w unii „in persona episcopi” z diecezją Fabriano-Metalica.

## Główne świątynie
- Archikatedra: Archikatedra Zwiastowania Pańskiego w Camerino
- Konkatedra: Konkatedra św. Augustyna w San Severino Marche
- Bazylika mniejsza: Bazylika św. Wenancjusza w Camerino

## Biskupi diecezjalni (od 1986)
- Bruno Frattegiani (1986–1989)
- Francesco Gioia OFMCap. (1990–1993)
- Piergiorgio Silvano Nesti CP (1993–1996)
- Angelo Fagiani (1997–2007)
- Francesco Giovanni Brugnaro (2007–2018)
- Francesco Massara (od 2018)